# هلموت نیبورگ
هلموت نیبورگ (انگلیسی: Helmuth Nyborg؛ زادهٔ ۵ ژانویهٔ ۱۹۳۷) دانشمند در زمینه روان‌شناسی تفاوت‌های فردی اهل دانمارک است.